# Печетово
Печетово (рос. Печетово) — присілок в Кімрському районі Тверської області Російської Федерації.
Населення становить 54 особи. Входить до складу муніципального утворення Печетовське сільське поселення.

## Історія
Від 2005 року входить до складу муніципального утворення Печетовське сільське поселення.

## Населення
| 1859 | 1887 | 2002 | 2010 |
| ---- | ---- | ---- | ---- |
| 118  | ↘89  | ↘80  | ↘54  |